# 1959 a filmművészetben

## Események
- január 12. – New Yorkban visszavonnak egy 1957-es rendelkezést, miszerint olyan művészek, akikre rábizonyosodott a kommunistabarátság, nem nevezhetőek az Oscar-díjra.
- március 18. – Az egyiptomi filmcenzúra-bizottság betiltja Elizabeth Taylor összes filmjét, mivel a sztár részt vett az Izrael támogatására rendezett gálarendezvényen.
- június 3. – Az USA Legfelsőbb Bírósága hatályon kívül helyezi azt a rendelkezést, mely szerint minden olyan film cenzúrázandó, amely a szexuális perverzió aktusait kívánatosnak mutatja be.
- november 10. – Megindul a szovjet-amerikai filmcsere. Egyidőben vetítik Moszkvában a Marty című amerikai filmet, Washingtonban pedig a Szállnak a darvak 1957-es szovjet filmet.
- november 18. – Bemutatják William Wyler filmjét, a Ben-Hur-t a Loew's Theater-ben (New York)

## Sikerfilmek
Észak-Amerika
1. Ben-Hur – rendező William Wyler
2. The Shaggy Dog – rendező Charles Barton
3. Van, aki forrón szereti – rendező Billy Wilder, főszereplő Marilyn Monroe, Tony Curtis és Jack Lemmon
4. Pillow Talk – rendező Michael Gordon
5. Imitation of Life – rendező Douglas Sirk
6. Egy apáca története – rendező Fred Zinnemann
7. Anatomy of a Murder – rendező Otto Preminger
8. Észak-északnyugat – rendező Alfred Hitchcock

## Magyar filmek
- Álmatlan évek – rendező Máriássy Félix
- Bogáncs – rendező Fejér Tamás
- Cimborák – Hegyen-völgyön – rendező Homoki Nagy István
- Cimborák – Nádi szélben – rendező Homoki Nagy István
- Dúvad – rendező Fábri Zoltán
- Espressoban – rendező Kardos Ferenc
- Égrenyíló ablak – rendező Kis József
- Az élet megy tovább – rendező Mészáros Márta
- Festenek a gyerekek – rendező Bán Róbert
- Gyalog a mennyországba – rendező Fehér Imre
- Halhatatlanság – rendező Jancsó Miklós
- A harminckilences dandár – rendező Makk Károly
- Ház a sziklák alatt – rendező Makk Károly
- Izotópok a gyógyászatban – rendező Jancsó Miklós
- Kard és kocka – rendező Fehér Imre
- Kölyök – rendező Szemes Mihály
- Merénylet – rendező Várkonyi Zoltán
- A mi földünk – rendező Magyar József
- Pár lépés a határ – rendező Keleti Márton
- Ragadozó növények – rendező Kollányi Ágoston
- Szegény gazdagok – rendező Bán Frigyes
- Szerelem csütörtök – rendező Fejér Tamás
- Szombattól hétfőig – rendező Mészáros Gyula
- Vörös tinta – rendező Gertler Viktor

## Díjak, fesztiválok
Oscar-díj
- Film: Gigi
- Rendező: Vincente Minnelli – Gigi
- Férfi főszereplő: David Niven – Külön asztalok
- Női főszereplő: Susan Hayward – Élni akarok
- Külföldi film: A nagybácsim

Cannes-i fesztivál (április 30. – május 15.)
- Arany Pálma: A fekete Orfeusz (Orfeu negro) – rendező: Marcel Camus
- A zsűri különdíja: Sterne – rendező: Konrad Wolf
- Nemzetközi díj: Nazarín (Nazarín) – rendező: Luis Buñuel
- Legjobb rendezés díja: Les quatre cents coups (Négyszáz csapás) – rendező: François Truffaut
- Legjobb női alakítás díja: Simone Signoret – Room at the Top (Hely a tetőn)
- Legjobb férfi alakítás díja: Dean Stockwell, Bradford Dillman és Orson Welles – Compulsion

Berlini Nemzetközi Filmfesztivál (június 26. – július 7.)
- Arany Medve: Unokatestvérek – Claude Chabrol
- Rendező: Kuroszava Akira – A titkos erőd
- Férfi főszereplő: Jean Gabin – Achimedes, a csavargó
- Női főszereplő: Shirley Maclaine – Kérd bármelyik lányt

Velencei Nemzetközi Filmfesztivál (augusztus 23. – szeptember 6.)
- Arany Oroszlán: Rovere tábornok- Roberto Rossellini
- Férfi főszereplő: James Stewart – Egy gyilkosság anatómiája
- Női főszereplő: Madelaine Robinson – Kulcsra zárva
- Zsűri különdíja: Arc – Ingmar Bergman

## Születések
- január 22. – Linda Blair amerikai színésznő
- február 3. – Ferzan Özpetek török filmrendező
- április 15. – Emma Thompson brit színész
- július 29. – Szandzsaj Dutt indiai színész
- november 14. – Paul McGann brit színész
- november 23. – Dominique Dunne amerikai színésznő
- december 31. – Val Kilmer amerikai színész

## Halálozások
- Február 4. – Una O'Connor, színésznő
- március 3. – Lou Costello, humorista, színész
- Február 5. – Gwili Andre, színésznő
- június 16. – George Reeves, színész
- június 18. – Ethel Barrymore, színésznő
- augusztus 14. – Jávor Pál, színész
- október 14. – Errol Flynn, színész
- november 20. – Sylvia Lopez, színésznő
- november 7. – Victor McLaglen, színész
- november 25. – Gérard Philipe, francia színész

## Filmbemutatók
- 4D Man – rendező Irvin S. Yeaworth Jr.
- Aki átmegy a falon – rendező Ladislao Vajda, főszereplő Heinz Rühmann
- Anna Frank naplója – rendező George Stevens
- Apur Sansar – rendező Satyajit Ray
- Ballada a katonáról – rendező Grigorij Csuhraj
- Ben-Hur – főszereplő Charlton Heston, rendező William Wyler
- La Cucaracha – rendező Ismael Rodríguez
- Date with Death – rendező Harold Daniels
- Donald in Mathmagic Land
- Ercole e la regina di Lidia – rendező Pietro Francisci
- Elsöprő túlerő – rendező John Sturges, főszereplő Frank Sinatra, Gina Lollobrigida, Peter Lawford, Charles Bronson, Dean Jones és Steve McQueen
- Fehérnemű hadművelet – rendező Blake Edwards, főszereplő Cary Grant és Tony Curtis
- A nagy háború – Arany Oroszlán díj, főszereplő Alberto Sordi, Vittorio Gassman, Silvana Mangani, rendező Mario Monicelli
- Hely a tetőn – rendező Jack Clayton
- The Horse Soldiers – főszereplő John Wayne, rendező John Ford
- KAPO – rendező Gillo Pontecorvo
- The Killer Shrews – rendező Ray Kellogg
- Lotna – rendező Andrzej Wajda
- Múlt nyáron, hirtelen – főszereplő Elizabeth Taylor, Katharine Hepburn, rendező Joseph L. Mankiewicz
- Négyszáz csapás – rendező François Truffaut
- A fekete Orfeusz (Orfeu negro) – rendező Marcel Camus
- Porgy és Bess – rendező Otto Preminger
- Rovere tábornok – rendező Roberto Rossellini
- The Seventh Voyage of Sinbad – rendező Nathan Juran
- Szerelmem, Hirosima – rendező Alain Resnais
- Unokafivérek – rendező Claude Chabrol
- Az utolsó part (On the Beach) – rendező Stanley Kramer, főszereplő Gregory Peck, Ava Gardner, Fred Astaire, Anthony Perkins
- Van, aki forrón szereti (Some Like It Hot) – rendező Billy Wilder